# Werner Staake
Werner Staake (ur. 28 maja 1910 w Kamitz, zm. 3 sierpnia 1995 w Oranienburgu) – niemiecki działacz komunistyczny i urzędnik konsularny NRD.

## Życiorys
Syn księgowego; ukończył szkołę podstawową, następnie zdobył zawód stolarza i tokarza. W 1929 r. został członkiem Komunistycznego Związku Młodzieży (Kommunistischer Jugendverband – KJVD). Był liderem nielegalnej organizacji „Rote Jungfront”, czyli młodzieżowej organizacji Federacji Bojowników Czerwonego Frontu (Roter Frontkämpferbund – RFB), a od 1931 był członkiem Komunistycznej Partii Niemiec (KPD). Podczas ostatniego wystąpienia Thälmanna w Lipsku, 9 kwietnia 1932 został zaangażowany jako członek ochrony Thälmanna. Po 1933 r. podjął nielegalną działalność antyfaszystowską w grupie, w której działały jego matka oraz młodsza siostra. Wszyscy zostali później zatrzymani za „przygotowanie się na zdradę stanu”. Staake został uwięziony w obozach koncentracyjnych: Colditz i Sachsenburg. Po zwolnieniu ponownie pracował nielegalnie i uciekł do Danii, skąd został wydalony i ponownie aresztowany w 1934 r. W 1935 skazany został na cztery lata więzienia za „przygotowanie do zdrady”. Owe 4 lata spędził w więzieniu w Waldheim (Zuchthaus Waldheim) i w obozie jenieckim Emsland (Emslandlager). Po ogłoszeniu wyroku został umieszczony w obozie koncentracyjnym Sachsenhausen (1939-1942), a następnie Flossenbürg (1942-1945), gdzie został uwolniony przez armię amerykańską. Fritz Selbmann umieścił go w swojej powieści „Długa noc”.
W 1945 r. założył organizację KPD w Lipsku, a w 1946 został członkiem SED. W 1949 r. został dyrektorem ds. kultury w fabryce benzyny w Böhlen (VEB Böhlen). W latach 1950–1954 był członkiem Komisji Kultury Izby Ludowej NRD, jednocześnie był dyrektorem kulturalnym zakładów Kirowa w Lipsku (Betriebes Kirow-Werke Leipzig – SAG). W latach 1955–1962 pracował jako prorektor ds. studenckich w Niemieckiej Akademii Państwa i Prawa w Poczdamie (Deutsche Akademie für Staats- und Rechtswissenschaft – DASR). W latach 1962–1965 był konsulem generalnym NRD w Gdańsku, następnie dyrektorem Muzeum w Sachsenhausen (1966-1976). Był członkiem Międzynarodowego Komitetu Sachsenhausen i Okręgowego Komitetu Antyfaszystowskiego Ruchu Oporu w Poczdamie.
Ostatnim jego miejscem zamieszkania mieszkał był Oranienburg, gdzie zmarł w 1995 r.